# Jeremy de Nooijer
Jeremy de Nooijer (ur. 15 marca 1992 w Vlissingen) – piłkarz z Curaçao holenderskiego pochodzenia grający na pozycji defensywnego pomocnika. W sezonie 2020/2021 występuje w klubie Al-Shamal SC.

## Kariera reprezentacyjna
De Nooijer zadebiutował w reprezentacji Curaçao 11 czerwca 2015 roku w zremisowanym 0:0 spotkaniu przeciwko Kubie. Do 11 maja 2021 roku piłkarz ten w barwach swojej kadry narodowej wystąpił 15 razy, nie strzelając żadnego gola.

## Sukcesy
Sukcesy w karierze klubowej:
- Divizia Națională – 2x, z Sheriffem Tyraspol, sezony 2017 i 2018
- II liga katarska – 1x, z Al-Shamal SC, sezon 2020/2021
- Pyrwa profesionałna futbołna liga – 1x, z Lewskim Sofia, sezon 2015/2016
- Eerste divisie – 1x, z Spartą Rotterdam, sezon 2011/2012

## Życie rodzinne
Brat Jeremy'ego – Mitchell de Nooijer (Huragan Morąg) – też jest piłkarzem. Ich kuzyni – Bradley de Nooijer (Worskła Połtawa) i Yanilio de Nooijer (Sparta Rotterdam U18) – również grają w piłkę na profesjonalnym poziomie. Ojciec Jeremy'ego (Dennis de Nooijer) trenuje napastników w KSC Lokeren. Wuj Bradleya de Nooijera – Gérard de Nooijer – jest asystentem trenera Sparty Rotterdam.